# Roca Cook
La roca Cook es un pequeño islote rocoso de 46 metros de altura ubicado a 600 metros al noreste de la punta Baja de la isla Vindicación del grupo Candelaria de las islas Sandwich del Sur. Se encuentra en el canal Nelson inmediatamente al este de la roca Pantalón.
La roca fue cartografiada y nombrada en 1930 por el personal de Investigaciones Discovery a bordo del RRS Discovery II, homenajeando al capitán británico James Cook, descubridor del archipiélago en 1775.
La isla nunca fue habitada ni ocupada, y como el resto de las Sandwich del Sur es reclamada por el Reino Unido que la hace parte del territorio británico de ultramar de las Islas Georgias del Sur y Sandwich del Sur, y por la República Argentina, que la hace parte del departamento Islas del Atlántico Sur dentro de la provincia de Tierra del Fuego, Antártida e Islas del Atlántico Sur.